# Рукър (окръг Арджеш)
Рукър (на румънски: Rucăr) е село в Румъния, окръг Арджеш, административен център на община Рукър.

## География
Селото се намира в североизточната част на окръга, на границата с окръг Брашов, във Фъгърашки планини и в горното течение на Дъмбовица и нейния приток – Ръушор. Пресича се от националния път DN73, който свързва Питещ с Брашов.